# Ceratocoris annulatus
Ceratocoris annulatus är en insektsart som beskrevs av Miller 1955. Ceratocoris annulatus ingår i släktet Ceratocoris och familjen Plataspidae. Inga underarter finns listade i Catalogue of Life.